# Mauve
Mauve [mov] (französisch ‚Malve‘) ist die Farbe der Wilden Malve, nach dem französischen Namen der Pflanze, die als rötliches Violett oder als ein rosiges Flieder eingeordnet werden kann.
Der erste künstliche Anilinfarbstoff, das Mauvein, ist nach dieser Farbe benannt. Dieser wurde im Jahre 1856 durch Zufall von dem britischen Chemiker William Henry Perkin entdeckt. Kurz darauf wurde eine Vielzahl künstlicher Farbstoffe entwickelt, dies revolutionierte die Färbeindustrie. 1858 wurden die ersten Stoffe in Mauve hergestellt.

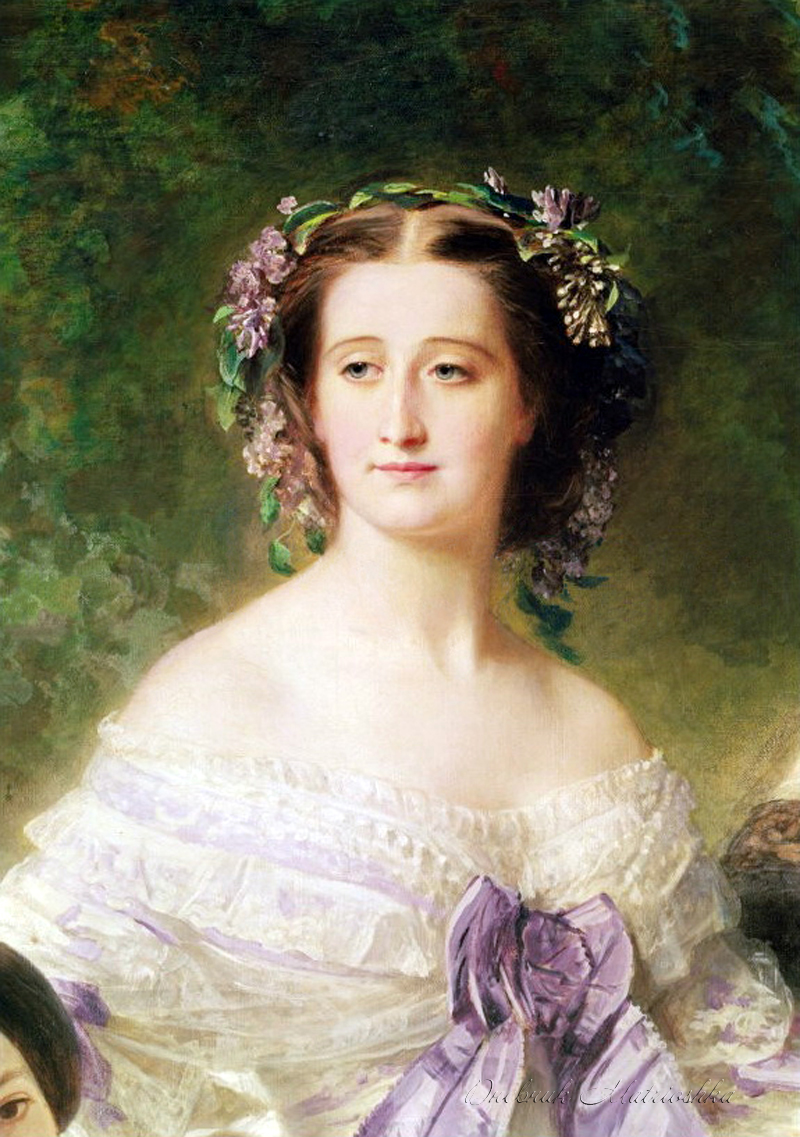
Kaiserin Eugénie

„Mauve, or violet colored silk“ wurde von Godey’s Lady’s Book and Magazine von 1858 bis 1869 als angesagte Modefarbe der besseren Leute namentlich erwähnt. Als Königin Victoria 1858 zur Hochzeit ihrer Tochter Victoria ein seidenes, mit Mauvein gefärbtes Kleid trug, wurde groß darüber berichtet und die Farbe beschrieben. Ebenso begeisterte Eugénie, die Ehefrau Napoléons III., den Hof.

## Wortverwendung
Im Jahre 1926 beschrieb Thomas Beer die 1890er unter dem Titel The mauve decade – American life at the end of the nineteenth century, ohne eigens darauf einzugehen, warum er diese Zeit mauve decade nennt. Es dürfte also für den Leser bekannt gewesen sein. Diese Bezeichnung für das Jahrzehnt ist vor allem in den Vereinigten Staaten gebräuchlich, seltener in Großbritannien.
In den Vereinigten Staaten war Mauve auch als Symbolfarbe für Schwule und Lesben bekannt. In dem Reiseführer How to Sin in Hollywood von 1940 wurde ein Lokal wie folgt beschrieben: “When Your Urge's Mauve, [go to] the Café International on Sunset Boulevard. The location offered supper, drinks, and the ability to watch boy-girls who necked and sulked and little girl customers who … look like boys.” (deutsch: „Wenn es dich zu „Mauve“ drängt, [geh zum] Café International am Sunset Boulevard. Das Lokal bietet Abendessen, Drinks und die Möglichkeit knutschende und schmollende Boy-Girls [heute als Drag-Queens bezeichnet, Anm.] anzusehen und kleine Kundinnen, welche … wie Burschen ausschauen.“) Auf der gegenüberliegenden Seite zeigt ein Cartoon zwei der „kleinen Kundinnen“: Sie tragen Smoking und erkennbaren Lippenstift, und eine raucht eine Zigarre. Auch in der vor allem in London beheimateten Kunstsprache Polari wurde es für Homosexuelle verwendet: “[S]he is mauve.” (deutsch: „Sie/Er ist homosexuell.“)
In dem Sketch Der K 2000 von Loriot wurden die Farbvarianten für den titelgebenden Kompaktschutzraum („gegen Aufpreis lieferbar in Russisch-Grün, Schilf, Eierschal und Mauve“) aufgezählt, was die prompte Nachfrage „Mauve?“ nach sich zog.